# Ludwig Daser
Ludwig Daser (ur. ok. 1526 w Monachium, zm. 27 marca 1589 w Stuttgarcie) – niemiecki kompozytor okresu renesansu.

## Życiorys
W młodości działał jako śpiewak w bawarskiej kapeli nadwornej w Monachium, zaś od 1552 do 1563 roku, kiedy to został zastąpiony przez Orlanda di Lasso, był jej kapelmistrzem. W 1572 roku objął posadę kapelmistrza na dworze księcia wirtemberskiego w Stuttgarcie, którą piastował do śmierci.
Jest autorem łacińskich mszy i motetów oraz pasji, a także hymnów i psalmów z tekstem w języku niemieckim. W jego twórczości silnie przejawiają się tendencje konserwatywne. Wśród mszy Dasera przeważają utwory operujące techniką cantus firmus, resztę stanowią głównie msze przeimitowane, oparte na melodiach chorałowych. Pięć mszy należy do gatunku missa parodia i oparta jest na chansonach francuskich i niderlandzkich, jedna zaś na motecie Josquina des Prés.